# Repubblica della California
La Repubblica della California, chiamata anche Repubblica della bandiera con l'orso (República de la bandera del oso / Bear Flag Republic), fu una repubblica di brevissima durata (26 giorni), il cui nome deriva da una rivolta messa in atto contro il Messico da parte degli abitanti della California il 14 giugno del 1846 durante la presidenza di James Knox Polk.
La rivolta ebbe luogo nella città di Sonoma che allora faceva parte della provincia messicana della California. La repubblica fu dichiarata durante la guerra messico-statunitense e fu il risultato di una rivolta popolare. I partecipanti a tale rivolta tuttavia non formarono mai un governo, e la repubblica non fu mai riconosciuta da alcuno stato. La rivolta durò 26 giorni, dopo di che l'esercito americano prese il controllo dell'area il 9 luglio 1846.
L'annotazione più caratteristica è quella di aver creato la "Bear Flag", con l'immagine che nel ventunesimo secolo appare nella bandiera della California.

## Bear Flag Revolt
Quando iniziò la guerra tra gli Stati Uniti d'America ed il Messico nel 1846, il Maggiore dell'esercito americano John Charles Frémont, il quale giunse in California in missione per trovare uno sbocco verso il Pacifico (la sua missione ufficiale era quella di trovare la sorgente del fiume Arkansas), incoraggiò una ribellione contro gli insediamenti messicani della zona.
Come risultato ebbe che 33 coloni di Sonoma insorsero e innalzarono una bandiera fatta in casa, rappresentata da un orso e da una stella, per simbolizzare la loro presa del potere. Le parole "California Republic" apparivano sulla bandiera anche se non vennero mai usate dai rivoltosi, i quali battezzarono la loro rivolta come la Rivolta della Bandiera con l'orso "Bear Flag Revolt."

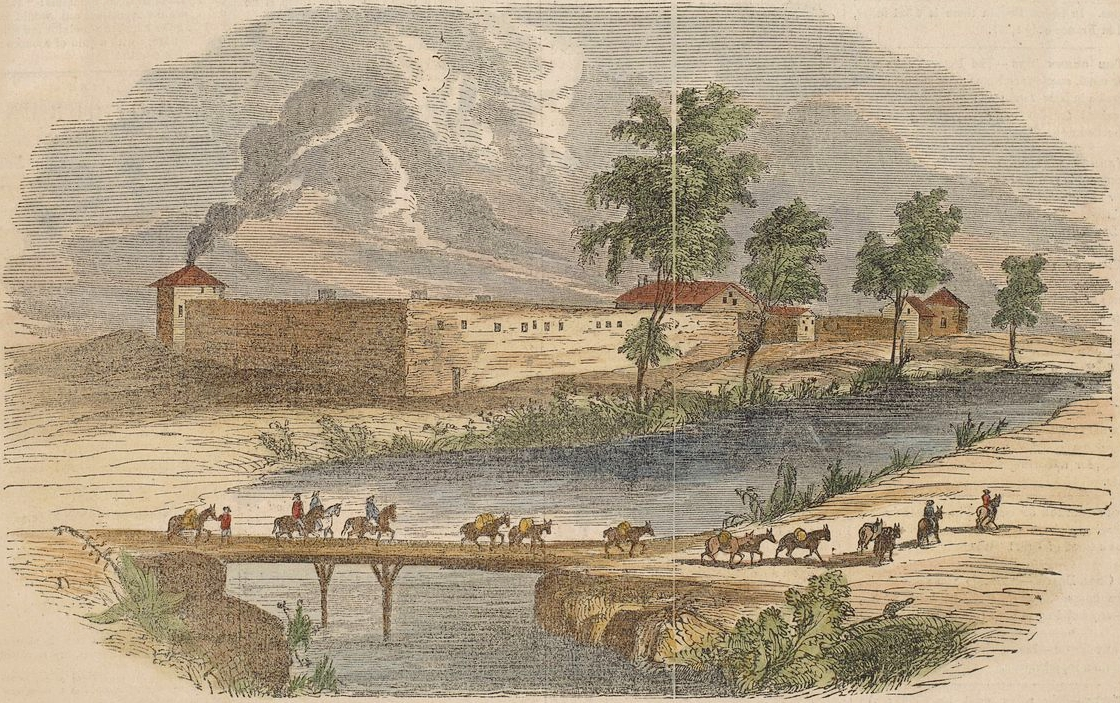
John Sutter si unì ai ribelli aprendo loro le porte del Forte Sutter

Quello stesso giorno i ribelli catturarono il Comandante messicano del Nord California, Generale Mariano Guadalupe Vallejo, che apertamente paventava l'inevitabilità dell'annessione della California agli Stati Uniti. Vallejo fu mandato a Sutter's Fort, dove fu tenuto prigioniero fino al 1º agosto 1846. Il primo ed unico presidente di questa repubblica fu William B. Ide, il cui mandato durò venticinque giorni. Il 23 giugno 1846 Frémont arrivò con sessanta soldati e prese il comando nel nome degli Stati Uniti d'America.
La Bear Flag fu rimpiazzata dalla bandiera degli Stati Uniti. La repubblica svanì e Ide si arruolò nell'esercito americano. Il governo messicano inviò 55 uomini per tentare di fermare la ribellione, ma il generale José Castro e le sue truppe furono sconfitte nella battaglia di Olompali.
Quando scoppiò la rivolta Frémont e i seguaci della Bear Flag non erano a conoscenza che la guerra tra Messico e Stati Uniti era già stata dichiarata il 13 maggio del 1846, siccome le notizie della guerra raggiunsero la California solamente in luglio, quando la fregata USS Savannah e i due vascelli, USS Cyane e USS Levant, della United States Navy conquistarono la città di Monterey.

## Bear Flag - La bandiera con l'orso

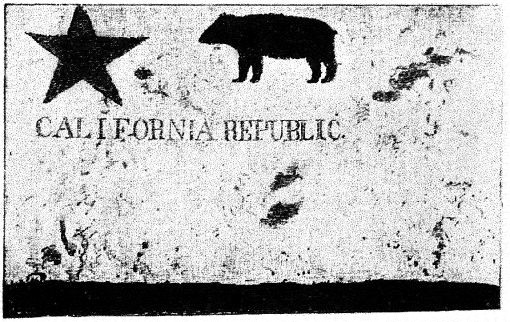
La Bear Flag originale, fotografata nel 1890.

L'unica legge della Repubblica della California fu l'adozione della Bear Flag come bandiera nazionale. La Sonoma Plaza sede del primo innalzamento della Bear Flag è considerato luogo storico della California.
La Bear Flag fu disegnata da William L. Todd, che era primo cugino di Mary Todd Lincoln, moglie del presidente Abraham Lincoln. Todd dipinse la bandiera su cotone. Essa illustrava una stella rossa che voleva imitare la stella solitaria del Texas e quello che lui intendeva essere un orso nero comune. L'orso si disse fosse descritto come in marcia, sebbene nella bandiera originale l'orso risultasse fermo. La moderna bandiera della California mostra l'orso in movimento, che presenta una stella, un grizzly e una striscia colorata con le parole California Republic.
L'originale della Bear Flag andò distrutto nell'incendio che seguì il terremoto di San Francisco del 1906. Una sua riproduzione, creata nel 1896 per le celebrazioni del 50º anniversario, è in mostra al Presidio de Sonoma, fondato da Mariano Guadalupe Vallejo nel 1836 come tentativo da parte del Messico di fermare le incursioni dell'Impero russo nella regione.

## Proclamazione dellaBear Flag Revolt
William B. Ide scrisse un proclama di indipendenza nella notte fra il 14 e il 15 giugno 1846 e ne diede lettura il giorno 15:

The Commander in Chief of the Troops assembled at the Fortress of Sonoma gives his inviolable pledge to all persons in California not found under arms that they shall not be disturbed in their persons, their property or social relations one to another by men under his command.
He also solemnly declares his object to be First, to defend himself and companions in arms who were invited to this country by a promise of Lands on which to settle themselves and families who were also promised a "republican government," who, when having arrived in California were denied even the privilege of buying or renting Lands of their friends, who instead of being allowed to participate in or being protected by a "Republican Government" were oppressed by a "Military Despotism," who were even threatened, by "Proclamation" from the Chief Officer of the aforesaid Despotism, with extermination if they would not depart our of the Country, leaving all of their property, their arms and beasts of burden, and thus deprived of the means of flight or defense. We were to be driven through deserts, inhabited by hostile Indians to certain destruction. To overthrow a Government which has seized upon the property of the Missions for its individual aggrandizement; which has ruined and shamefully oppressed the laboring people of California, by their enormous exactions on goods imported into this country; is the determined purpose of the brave men who are associated under his command.
He also solemnly declares his object in the Second place to be to invite all peaceable and good Citizens of California who are friendly to the maintenance of good order and equal rights (and I do hereby invite them to repair to my camp at Sonoma without delay) to assist us in establishing and perpetuating a "Republican Government" which shall secure to all: civil and religious liberty; which shall detect and punish crime; which shall encourage industry, virtue and literature; which shall leave unshackled by Fetters, Commerce, Agriculture, and Mechanism.
He further declares that he relies upon the rectitude of our intentions; the favor of Heaven and the bravery of those who are bound to and associated with him, by the principle of self preservation; by the love of truth; and by the hatred of tyranny for his hopes of success.
He further declares that he believes that a Government to be prosperous and happyfying in its tendency must originate with its people who are friendly to its existence. That its Citizens are its Guardians, its officers are its Servants, and its Glory their reward.»

Il comandante in capo delle truppe riunite nella fortezza di Sonoma dà il suo impegno inviolabile a tutte le persone in California che la regione non si trova sotto le armi, che essi non saranno disturbati nelle loro persone, nelle loro proprietà o relazioni sociali, dagli uomini sotto il suo comando.
Egli dichiara inoltre solennemente, in primo luogo, di difendere egli stesso ed i compagni d'arme, coloro i quali sono stati invitati in questo paese da una promessa di terre per l'insediamento di se stessi e delle loro famiglie ed ai quali era stato anche promesso un governo repubblicano, e che, quando arrivati in California è stato loro negato anche il privilegio di acquistare o affittare terre dai loro amici, e che invece di essere autorizzati a partecipare o di essere protetti da un "governo repubblicano" sono stati oppressi da un despotismo militare, che sono stati anche minacciati, da un Proclama del rappresentante legale del dispotismo di cui sopra, di sterminio se non avessero lasciato il nostro Paese, lasciando tutti i loro beni, le loro braccia e le bestie da soma, e quindi privati dei mezzi di fuga e di difesa. Siamo stati indirizzati attraverso deserti, abitati da indiani ostili, verso una distruzione certa. Per rovesciare un governo che ha requisito la proprietà delle Missioni per la sua esaltazione individuale; che ha rovinato e vergognosamente oppresso il popolo lavoratore della California, con le enormi esazioni sui beni importati in questo paese; questo è lo scopo determinato di uomini coraggiosi che sono associati sotto il suo comando.
Egli dichiara solennemente, in secondo luogo, di invitare tutti i pacifici e buoni cittadini della California che sono disponibili al mantenimento dell'ordine e della parità dei diritti (e li invito a riparare al mio campo di Sonoma senza ritardo), che ci assistano nel creare e nel perpetuare un "governo repubblicano", che assicuri a tutti: la libertà civile e religiosa e che deve individuare e punire il crimine; che deve incentivare l'industria, la virtù e la letteratura, che si lasciano staccate da catene, commercio, agricoltura e meccanismi.
Dichiara, inoltre, di basarsi sulla rettitudine delle nostre intenzioni, sul favore del Cielo ed il coraggio di coloro che sono legati a lui, dal principio di autoconservazione, per l'amore della verità, e dall'odio della tirannide, per le sue speranze di successo.
Dichiara, inoltre, di credere che un governo che sia prospero nella sua tendenza deve originare dalla sua gente che è d'accordo per la sua esistenza. Che i suoi cittadini siano i suoi guardiani, i suoi dirigenti siano i suoi servitori, e la sua gloria la loro ricompensa.»
(William B. Ide, Quartier generale Sonoma, 15 giugno 1846)